# اطاعت از اتوریته: مشاهده‌ای تجربی
اطاعت از اتوریته: مشاهده‌ای تجربی نام کتابی است از استنلی میلگرام که به بررسی انسان‌ها و رفتارشان در هنگام قرار گرفتن در معرض اتوریته می‌پردازد.
این کتاب خلاصه و نتیجهٔ آزمایش‌های میلگرام بر موضوع اتوریته است.
این کتاب به فارسی ترجمه شده و توسط نشر اختران منتشر شده است.

## نقد
عده‌ای به آزمایش‌های میلگرام ایراد گرفته‌اند که آزمایش‌های وی به کسانی که تحت آزمایش هستند آسیب‌هایی وارد می‌کند که نمی‌خواهند. وی در این کتاب تعدادی از این ایرادها را آورده است و به آن‌ها پاسخ داده است.